# ダヴィッド社
株式会社ダヴィッド社（ダヴィッドしゃ）は、日本の出版社である。

## データ
- 商号：株式会社ダヴィッド社
- 本店：東京都新宿区矢来町41

## 略歴・概要
1948年（昭和23年）、同年3月に東京大学経済学部を卒業したばかりで、当時日興證券社長だった遠山元一の三男、遠山直道が設立、代表取締役社長に就任した。
1973年（昭和48年）3月5日、フランスのナント近郊上空で起きた飛行機事故で、当時日興證券副社長だった創業者の遠山が47歳で死去、翌1974年（昭和49年）、同社は追悼本『遠山直道』（遠山直道追想録刊行会編）を刊行した。
2021年（令和3年）5月時点で、公式ウェブサイトは開設していない。

## おもなビブリオグラフィ
- J・D・サリンジャー、橋本福夫訳『危険な年齢』 （『ライ麦畑でつかまえて』の日本初訳、1952年）
- 河上徹太郎『文学手帖』 （1951年）
- ヴォルフガング・アマデウス・モーツァルト、吉田秀和訳『モオツァルトの手紙』 （1951年）
- ダフネ・デュ・モーリア、吉田健一訳『真実の山』 （1952年）
- ブドウ・スワニーゼ、吉田健一訳『叔父スターリン』 （1953年）
- ダフネ・デュ・モーリア、吉田健一訳『林檎の木』 （1953年）
- ヴァン・ウィック・ブルックス、石川欣一訳『アメリカ文学史 1800-1915』 （1953年）
- ポール・クローデル / アンドレ・ジイド、吉田健一・河上徹太郎訳『愛と信仰について 往復書簡』 （1954年）
- フランソワーズ・サガン、安東次男訳『悲しみよこんにちは』　（1954年）
- エドウィン・ミュアー、佐伯彰一訳『小説の構造』 （1954年）
- 金素雲『恩讐三十年』 （詩集、1954年）
- イーゴリ・ストラヴィンスキー、佐藤浩訳『音楽とは何か』 （1955年）
- ロバート・キャパ、川添浩史・井上清一訳『ちょっとピンぼけ』（1956年）、新版1980年
- ダヴィッド社デザイン編集室 編『編集ハンドブック』（1956年）、第6版1990年
- パーシー・ラボック、佐伯彰一訳『小説の技術』 （1957年）
- フランソワ・モーリャック、川口篤訳『小説と作中人物』 （1957年）
- 長與善郎『泡のたはごと』 （1957年）
- 奥むめお『あけくれ』 （1957年）
- 白洲正子『韋駄天夫人』 （1957年）
- ジョルジュ・バタイユ、室淳介訳『エロチシズム』　（1959年）
- 小林利雄『アイデアの旅: 屋外広告、テレビを主題として』 （1959年）
- 山名文夫『広告のレイアウト』 （1962年）
- 脇リギオ『写真技術ハンドブック』 （1962年）、新版1984年 ISBN 4804801650
- 山名文夫『山名文夫新聞広告作品集 - イラストレーションとレイアウト』 （1963年）
- 石山彰編『服飾辞典』 （1972年）
- 新井静一郎『ある広告人の日記』 （森永製菓宣伝部、1973年）
- 遠山直道追想録刊行会編『遠山直道』 （創業者遠山直道追悼本、1974年）
- 土門拳『写真作法』 （写真集、1976年）
- 長沢節監修、穂積和夫・河原淳編『スタイル画の世界』 （1976年）
- 山名文夫『体験的デザイン史』 （1976年）
- 土門拳『写真批評』 （1978年）
- 土門拳『写真随筆』 （1979年）
- 脇リギオ『写真の特殊表現技法』 （1980年 ISBN 4804800816）
- 野村保惠『校正ハンドブック』　（1983年）、新版2002年
- 新井一『シナリオの基礎技術』（1985年）
- 新井一・原島将郎『シナリオの基礎Q&A』（1987年）
- 寺崎繁雄『広報写真ハンドブック』（1987年）
- 田山力哉『映画小事典』（1987年）
- 脇リギオ『リゴグラム <幻想の風景>』 （1998年 ISBN 4804802150）